# Gurre-Lieder
De Gurre-Lieder is een groots opgezette cantate voor vijf vocale solisten, een spreker, een groot koor en een groot symfonieorkest. Het is gecomponeerd door Arnold Schönberg die de tekst baseerde op gedichten van de Deense schrijver Jens Peter Jacobsen. De Deense tekst is door Robert Franz Arnold in het Duits vertaald. De titel betekent ‘Liederen van Gurre’, verwijzend naar kasteel Gurre in Denemarken (heden een ruïne) en het toneel van een middeleeuwse – qua bron niet geheel betrouwbare – liefdestragedie tussen koning Valdemar Atterdag (Valdemar IV, 1320-1375), zijn maîtresse Tove en de moord door Valdemars jaloerse koningin Helvig op Tove.
De Volkskrant omschreef de Gurre-Lieder in 2014 als 'de Airbus A380 van de klassieke muziek', omdat de bezetting vermeld staat in het Guinness Book of Records. Bij de wereldpremiere in 1913 deden er 757 musici mee. Door de omvang zou je het stuk volgens de krant in een zaal moeten horen, en niet via opnames. Bij dirigenten is het geliefd, zo blijkt o.a. uit de NTR-documentaire Extase, omdat het een uitdaging is om zulke massieve groepsklank gedisciplineerd te houden, maar ook omdat er tegelijk ook zoveel details in zitten.

## Compositie
In 1900 startte Schönberg de compositie van een zangcyclus voor sopraan, tenor en piano voor een competitie van de Wiener Tonkünstler-Verein (Weense Toonkunstenaarsvereniging). Dit werk was geschreven in een broeierig, laatromantisch idioom en zwaar door de stijl van Richard Wagner beïnvloed. Volgens Schönberg was het werk echter een halve week te laat af en kon het niet meer aan de competitie deelnemen. Later in dat jaar breidde hij het oorspronkelijk werk sterk uit met een passage tussen de eerste negen liederen en de rest van het werk; hij voegde een tussenspel toe (het lied van de woudduif) en een tweede en een derde deel. Hij werkte aan deze versie – die voor orkest bewerkt zou worden – tot ongeveer 1903 en voltooide ruwweg de helft. Daarna kwam de klad erin en richtte hij zich op andere projecten. Toen Schönberg rond 1910 het werk weer oppakte, was zijn stijl radicaal in atonale richting veranderd. Werken zoals de Drie Stukken voor Piano op.11, de Vijf Stukken voor Orkest op.16 en Erwartung op.17 waren reeds in die stijl gecomponeerd. Ondertussen was Schönberg ook sterk beïnvloed geraakt door Gustav Mahler en zijn orkestratie van het derde deel van de Gurre-Lieder wordt sterk door Mahlers sfeer bepaald. Het eerste en tweede deel worden nog gekenmerkt door een Wagneriaanse stijl terwijl het derde deel de kamermuziekachtige confrontatie tussen orkestgroepen – ook te vinden in Mahlers laatste symfonieën – kent. Het slotkoor is echter weer sterk Wagneriaans. In het onderdeel Des Sommerwindes wilde Jagd introduceert Schönberg spreekzang, een techniek die hij later in het werk Pierrot Lunaire (1912) ten volle uitwerkte. De orkestratie is uiteindelijk in november 1911 voltooid.

## Première en historische opname
De Weense componist Franz Schreker dirigeerde de première van het werk in Wenen op 23 februari 1913. Er werkten 757 musici aan mee. Op dat moment nam Schönberg in het openbaar afstand van zijn tonale periode en reageerde negatief op de positieve reacties na de première. Hij stelde ‘Ik was nogal ontgoocheld en onverschillig, zelfs een beetje kwaad. Ik vond dat dit succes geen invloed mocht hebben op het lot van mijn latere werken. Gedurende dertien jaar heeft mijn stijl zich dusdanig ontwikkeld dat de gewone concertganger geen verbinding tussen mijn vroegere en latere werken kan ontdekken. Ik moest voor ieder nieuw werk in gevecht. Ik ben op een verbijsterend brutale manier aangevallen door critici; ik ben vrienden kwijtgeraakt en heb elke waardering voor hun oordeel [over mijn muziek] verloren. Ik stond alleen tegenover al mijn vijanden.’ Tijdens de première heeft Schönberg bewust de aanwezige critici niet aangekeken maar bedankte het orkest, koor en de solisten uitvoerig. Hij bleef met zijn rug naar het publiek staan. De violist Francis Aranyi (van de Wiener Philharmoniker) noemde het ‘het vreemdste dat men tegenover zo’n hysterische, aanbiddende menigte kan doen’. De dirigent Leopold Stokowski gaf op 8 april 1932 in Philadelphia met het Philadelphia Orchestra de Amerikaanse première van het werk. Twee opeenvolgende uitvoeringen werden door het platenlabel RCA opgenomen en later op 27 78-toeren platen uitgebracht. Het bleef de enige opname ervan tot het LP-tijdperk.

## Opzet van het werk
De cantate is in drie delen opgezet. Ze duurt ongeveer 110 minuten. De eerste twee delen zijn voor solostemmen en orkest gecomponeerd; het derde deel voert nog twee solisten, een spreker, een driedelig mannenkoor en een groot gemengd koor toe. In het eerste deel – dat een orkestraal voorspel en negen liederen bevat – bezingen koning Waldemar en zijn geliefde Tove de liefde voor elkaar, de problemen die dat oproept en de tragiek van naderend onheil – de dood – die daaromheen hangt. Een lang orkestraal tussenspel leidt naar het Lied van de Woudduif; de woudduif – symbool van onschuld – bezingt Tove’s dood en Waldemars verdriet. Het korte tweede deel omvat één lied waarin de bestolen en waanzinnige geworden Waldemar God beschuldigt van wreedheid. In het derde deel roept Waldemar zijn dode strijders uit het graf op. Deze ‘ondoden’ (zie ook: Tolkien) slaan woeste kreten uit en rijden op hun paarden rond het kasteel. Zij veroorzaken hiermee een grootse storm – in het orkest uitgebeeld met slagwerk, gerammel aan kettingen en geschreeuw in het koor – totdat de horde door de eerste ochtendzon wordt weggesmolten. Gedurende de storm zingt een boer over zijn angst voor dit ondode leger en er wordt een humoristisch bedoeld tussenspel opgevoerd waarin de nar Klaus vertelt over het feit dat hij verplicht met de horde mee moest terwijl hij liever in zijn graf te rusten lag. Hierna leidt een rustig orkestraal tussenspel naar een melodrama (Herr Gänsefuss, Frau Gänsekraut) waarin de ochtendwind wordt besproken waarna de cantate met een zoveel als mogelijk aantal decibels en met een grootse, veelstemmige ode aan de zon wordt afgesloten (Seht die Sonne!).
De partituur is groter dan die van de Achtste Symfonie van Gustav Mahler. Er zijn 48 notenbalken per bladzij nodig waardoor Schönberg zijn eigen muziekpapier moest laten drukken. De hoeveelheid deelnemende musici wordt niet per se opgeroepen om zoveel als mogelijk lawaai te maken maar juist om het fijnzinnige stemmenweefsel van de afzonderlijke instrumenten en de manier waarop deze samenklinken en tegenover elkaar worden gezet, tot uiting te laten komen. Over een enscenering werd nogal eens nagedacht – reeds in 1927 wilde een Berlijnse intendant dit al oppakken – maar Schönberg zelf heeft zich er altijd tegen verzet. Recent is in Brussel een uitvoering neergezet met verschillende lichteffecten en enige decorstukken. Schönberg dirigeerde in maart 1921 in het Concertgebouw de Nederlandse première. Zijn honorarium bestond uit 500 gulden en een nieuwe broek, geschonken door het Toonkunstkoor. De Nederlandse componist Willem Pijper recenseerde het werk in het Utrechts Dagblad als ‘vervelend, dik, ruw, zwaar, verontrustend, nutteloos en dat alles in het kwadraat’. Schönberg voorkwam dat de Nederlandse dirigent Willem Mengelberg op tournee door Nederland ging om de eerste helft van de Gurre-Lieder uit te voeren. Helemaal of niet, was zijn credo.

## Indeling van het werk
- Deel 1

1. Orchestervorspiel;
2. Nun dämpft die Dämm'rung;
3. O, wenn des mondes Strahlen;
4. Ross! Mein Ross!;
5. Sterne jubeln;
6. So tanzen die Engel vor Gottes Thron nicht;
7. Nun sag ich dir zum ersten Mal;
8. Es ist Mitternachtszeit;
9. Du sendest mir einen Liebesblick;
10. Du wunderliche Tove!;
11. Orchesterzwischenspiel;
12. Tauben von Gurre!
- Deel 2

Herrgott, weisst du, was du tatest.
- Deel 3

1. Erwacht, König Waldemars Mannen wert!;
2. Deckel des Sarges klappert;
3. Gegrüsst, o König;
4. Mit Toves Stimme flüstert der Wald;
5. Ein seltsamer Vogel ist so'n Aal;
6. Du strenger Richter droben;
7. Der Hahn erhebt den Kopf zur Kraht;
Des Sommerwindes wilde Jagd
1. Prelude;
2. Herr Gänsefuss, Frau Gänsekraut;
3. Seht die Sonne!

## Bezetting
De bezetting van de Gurre-Lieder bestaat volgens de partituuraanwijzingen uit:

### Blazers
- 4 piccolo’s (die tevens fluitpartijen 5-8 uitvoeren)
- 4 fluiten
- 3 hobo’s
- 2 Engelse hoorns (die tevens de hobopartijen 4 en 5 uitvoeren)
- 5 klarinetten
- 2 basklarinetten
- 3 fagotten
- 2 contrafagotten
- 10 hoorns (waarbij de 7de tot en met de 10de hoornist ook de partijen voor de Wagner-tuba’s spelen)
- 6 trompetten
- 2 bastrompetten
- 4 tenortrombones
- 1 bastrombone
- 1 contrabastrombone
- 1 tuba

### Slagwerk, snaar- en toetsinstrumenten
- 6 pauken
- 1 tenordrum
- 1 kleine basdrum
- 1 grote basdrum
- gewone drums
- triangel
- bekkens
- ratels
- kettingen
- tamtam
- 1 xylofoon
- klokken
- 4 harpen
- piano
- celesta

### Stemmen
- 1 sopraan (Tove)
- 1 mezzo-sopraan (Waldtaube)
- 2 tenoren (Waldemar & Klaus-narr)
- 1 bas-bariton (boer)
- vierdelig mannenkoor
- achtdelig gemengd koor

### Strijkers
(Minstens, liefst meer)
- 20 eerste violen
- 20 tweede violen
- 16 altviolen
- 16 cello’s
- 12 contrabassen